# Kesra (delegación)
Kesra es una delegación de la gobernación de Siliana en Túnez, cuya capital es la localidad de Kesra. En abril de 2014 tenía una población censada de 16 404 habitantes.
Se encuentra ubicada al norte del país, cerca del río Meyerda y a poca distancia al suroeste de la capital del país, la ciudad de Túnez.